# Schwabe Verlag
Pour les articles homonymes, voir Schwabe.
Schwabe Verlag est une maison d'édition suisse indépendante fondée à Bâle en 1488, la plus ancienne au monde encore en activité.

## Histoire

### Petrinische Offizin
Originaire de Elfershausen, Johannes Petri (1441-1511) ouvre une maison d'édition à Bâle après avoir appris le métier d'imprimeur et la fonte de caractères à Mayence, du vivant de Johannes Gutenberg. Petri profite de la proximité de l'université de Bâle inaugurée en 1461. Il avait rejoint avant novembre 1488 la guilde du Safran (E. E. Zunft zu Safran), et avait été fait citoyen de la ville. Il est mentionné pour la première fois comme imprimeur en 1496 dans le Concordantiae maiores biblie de Conrad von Halberstadt, qui a été publié avec Johann Froben, qui devient un partenaire professionnel jusqu'en 1512. Ensemble, ils produisent des bibles et des recueils de droit canonique, ainsi que des écrits d'Augustin. L'enseigne Petrinische Offizin commence à être connu vers cette époque. 
Après sa mort, son neveu Adam Petri, qui travailla un temps avec le futur imprimeur Johann Petreius à Bâle, poursuit l'entreprise et réimprime presque tous les écrits importants de Martin Luther. Le fils d'Adam, Heinrich Petri, imprime par la suite des écrits d'auteurs classiques, de la théologie, de l'histoire contemporaine, des mathématiques, des sciences naturelles, de la médecine et à l'alchimie, y compris de nombreux ouvrages collectifs et des encyclopédies, entre autres sous la marque (la) Basilea Officina Henricpetrina. En 1556, Heinrich Petri est anobli par l'empereur Charles Quint. Dès lors, ses descendants se sont appelés « Henricpetri ».

### Bertsche - Decker - Schweighauser
Après la mort d'Heinrich Petri en 1579, Sebastian Henricpetri (1546-1627) dirige l'entreprise durant cinquante ans. Son successeur est Hans Jakob Bertsche l'ancien (1625-1707) qui reprend l'activité en 1660 auprès des héritiers, maison qui est ensuite passée aux mains de Friedrich Lüdi (1687-1720), petit-fils de Hans Jakob Bertsche. La veuve ce dernier revend le fonds en 1725 à une dynastie d'imprimeurs prussiens, les Decker, illustrée par Johann Jacob Decker (1665-1726), son fils Johann Jacob Decker II et plus tard Georg Jacob Decker (1732-1799). En 1766, Johannes Schweighauser (1738-1806) reprend progressivement l'entreprise via les familles de Johann Jacob Thurneysen (1723-1787) et Johann Heinrich Wieland (1758-1838). Il transforme l'ancienne filiale des Decker, qu'il renomme Schweighauser’sche Verlagsbuchhandlung und Druckerei. Johann Heinrich Pestalozzi y publie Lienhard und Gertrud (1781) ; Pierre Ochs y publie Geschichte der Stadt und Landschaft Basel, une histoire de la ville de Bâle (1797) ; ou encore plusieurs œuvres de Jacob Burckhardt, Die Zeit Constantin’s des Grossen (1851) et Die Cultur der Renaissance in Italien (1860). Le fonds est repris par la fille de Schweighauser, Sara (1766-1823) avec le soutien de son beau-frère, Johann Heinrich Wieland, qui fut maire de Bâle.

### Benno Schwabe et ses descendants
Cette structure est achetée par Benno Schwabe (1841-1907) en 1868, avec l'aide de ses deux frères, Hugo (1847-1899) et Alwin (1852-1923). Ils célébrèrent le 400e anniversaire de la maison en 1894 – le document attestant de la fondation en 1488 n'avait pas encore été retrouvé. Deux des fils de Benno Schwabe, Karl et Benno II, prennent la tête de l'entreprise jusqu'au milieu du XXe siècle. Pendant la Seconde Guerre mondiale, à partir de 1941, la maison d'édition et Hans Urs von Balthasar lancent la collection Klosterberg, proposant des œuvres littéraires « contre l'époque intellectuellement aride et malvoyante ». En plus de la série européenne des grands noms internationaux, Walter Muschg était responsable d'une collection de littérature suisse classique et contemporaine.
En 1950, le petit-fils de Benno Schwabe, Christian Overstolz (né en 1932), prend la relève, et en 1963 devient président de l'entreprise et en fête en 1988 les cinq siècles d'existence en compagnie d'Otto Stich, président de la Confédération suisse. Actuellement, l'entreprise est toujours dirigée par les descendants de Benno Schwabe.
En 2009, l'éditeur a été la première entreprise suisse à rejoindre l'Association allemande du commerce du livre (Börsenverein des Deutschen Buchhandels). En 2017, la maison ouvre une filiale à Berlin.
En 2018, est formé le Schwabe Verlagsgruppe, qui regroupe Schwabe Verlag, NZZ Libro et Zytglogge Verlag.

## Activité
À partir de 1944, des auteurs comme Robert Walser, Max Frisch et Friedrich Dürrenmatt publient chez Schwabe.
La collection « Schwabe reflexe » accueille des auteurs de renom réfléchissant sur les enjeux actuels de notre société et son avenir d'un point de vue philosophique.
En 1990, a été lancé le Augustinus-Lexixon en partenariat avec l'université de Wurtzbourg, un lexique imprimé et numérisé en plusieurs volumes d'environ 1 200 lemmes sur Augustin, sa vie et ses pensées, ses œuvres, les personnes qui l'entourent et son contexte historique contemporain (lieux, choses et faits d'ordre social, politique, cultuel et importance culturelle).